# Ivan Ivančič
Ivan Ivančič, slovenski rodoljub, član organizacije TIGR, * 10. april 1913, Čezsoča, † 15. december 1941, Opčine.

## Življenjepis
Ivančič se je po končani osnovni šoli zaposlil kot delavec in se vključil v rodoljubno protifašistično organizacijo TIGR. S F. Kravanjo sta zaradi ustrelitve bazoviških žrtev (Razkritje in 1. tržaški proces) aprila 1931 zažgala osnovno šolo v Bovcu. Ivančič se je pozneje zaposlil na Jesenicah in v Kranju, se zaradi krize vrnil domov, bil mobiliziran in odšel z italijansko armado v Etiopijo.
Po demobilizaciji je junija 1940 pripravil z Miroslavom Zornikom diverzijo na železniški progi pri Trbižu. Na 2. tržaškem procesu so ga decembra 1941 obsodili na smrt in na Opčinah ustrelili.